# حدث بعلبک
حدث بعلبک (به عربی: الحدث) یک منطقهٔ مسکونی در لبنان است که در شهرستان بعلبک واقع شده‌است. حدث بعلبک ۱٬۱۸۰ متر بالاتر از سطح دریا واقع شده‌است.